# Chionaema luzonica
Chionaema luzonica är en fjärilsart som beskrevs av Alfred Ernest Wileman. Chionaema luzonica ingår i släktet Chionaema och familjen björnspinnare. Inga underarter finns listade i Catalogue of Life.